# Clathrina aspina
Clathrina aspina är en svampdjursart som beskrevs av Klautau, Solé-Cava och Borojevic 1994. Clathrina aspina ingår i släktet Clathrina och familjen Clathrinidae.
Artens utbredningsområde är havet utanför Brasilien. Inga underarter finns listade i Catalogue of Life.